# Bridelia mollis
Bridelia mollis är en emblikaväxtart som beskrevs av John Hutchinson. Bridelia mollis ingår i släktet Bridelia och familjen emblikaväxter. Inga underarter finns listade i Catalogue of Life.

## Bildgalleri

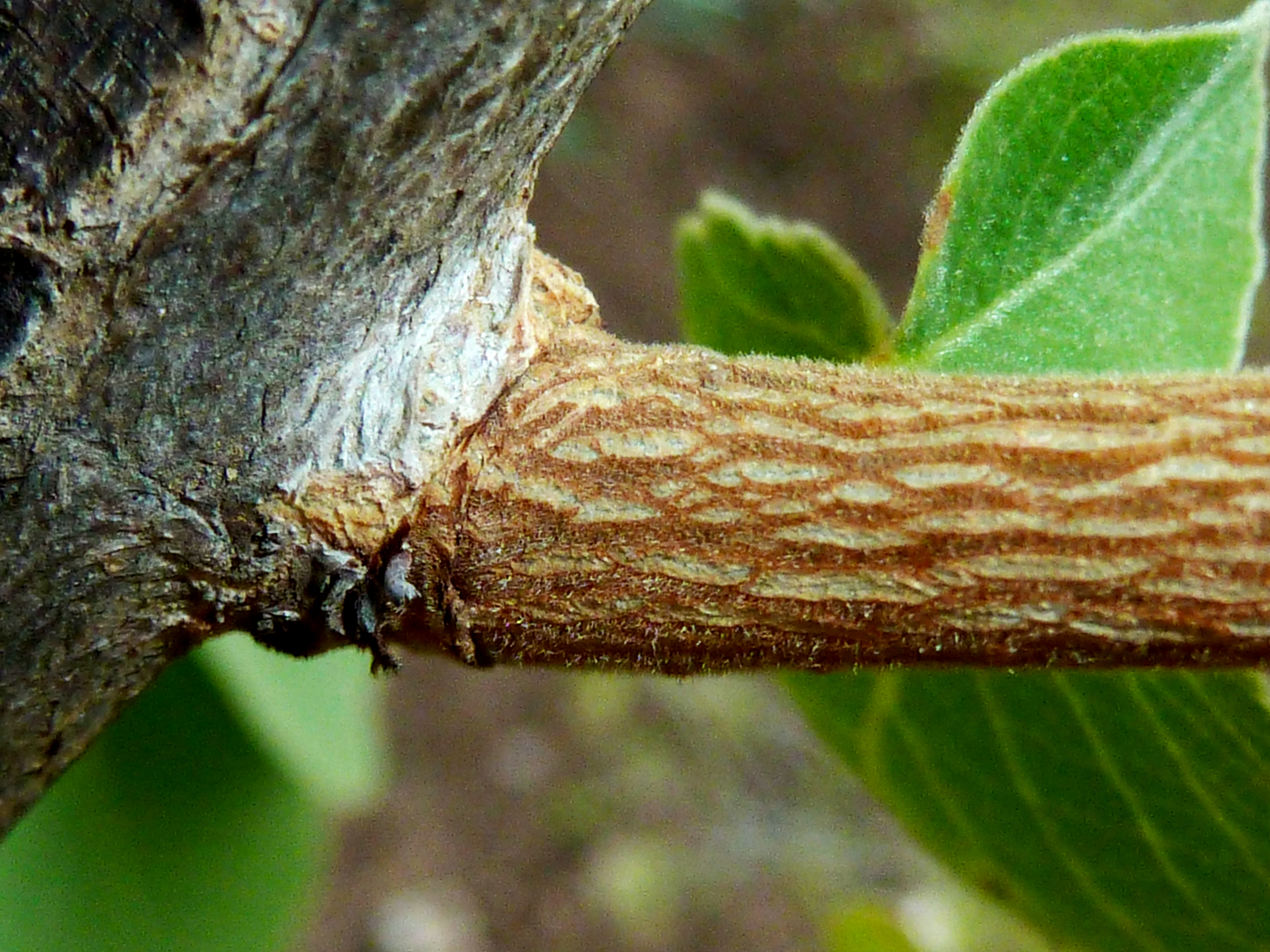
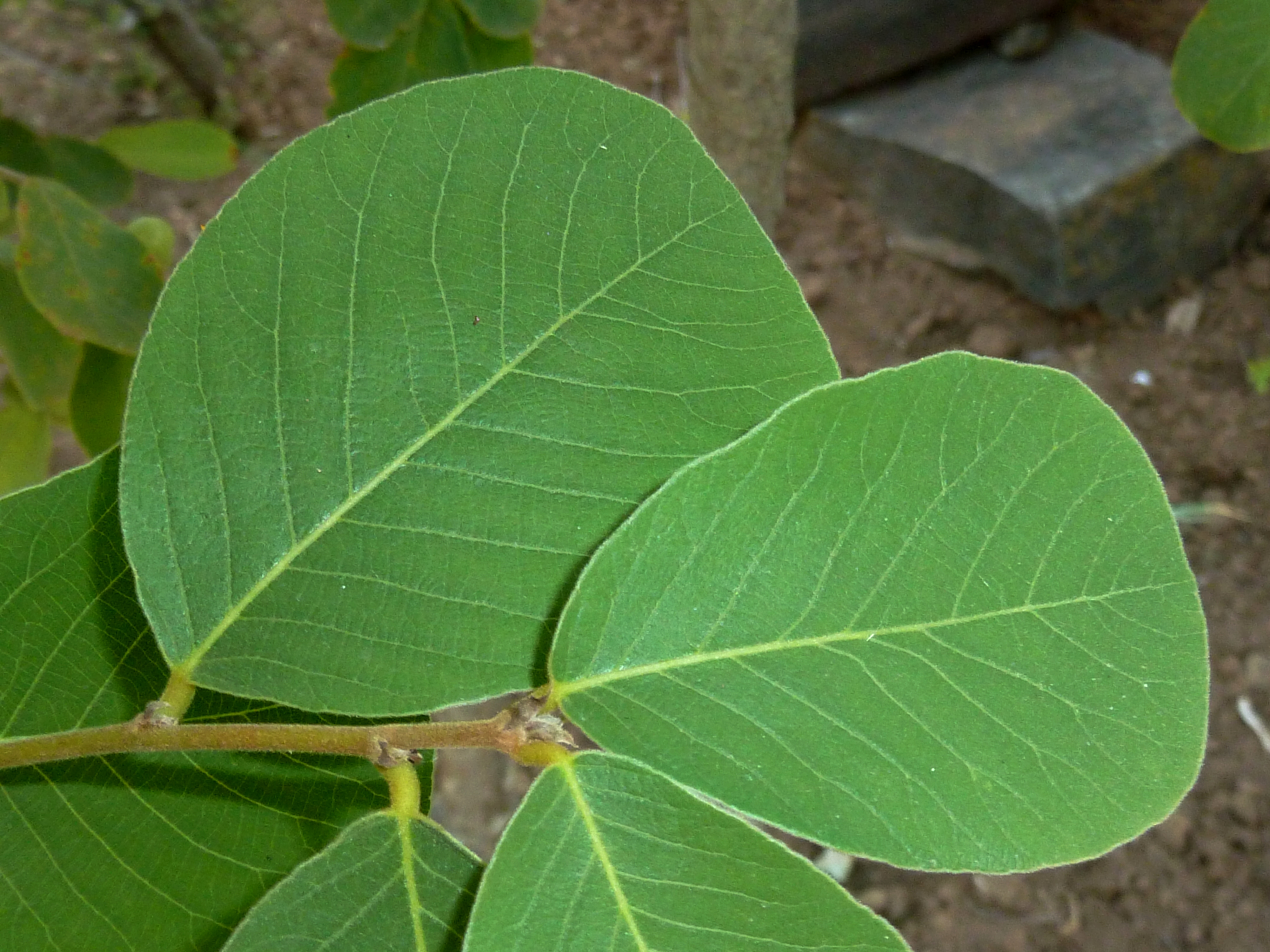
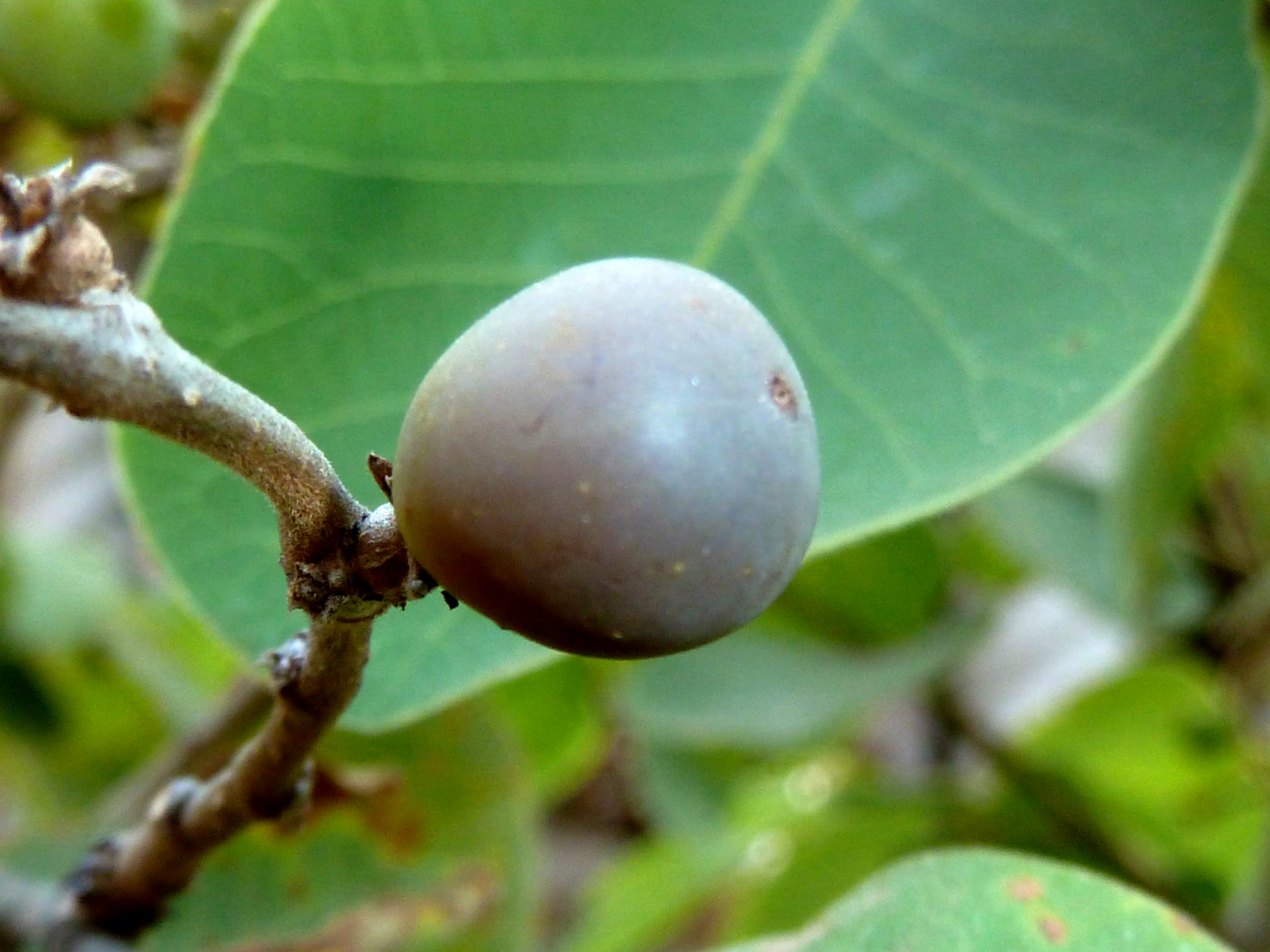
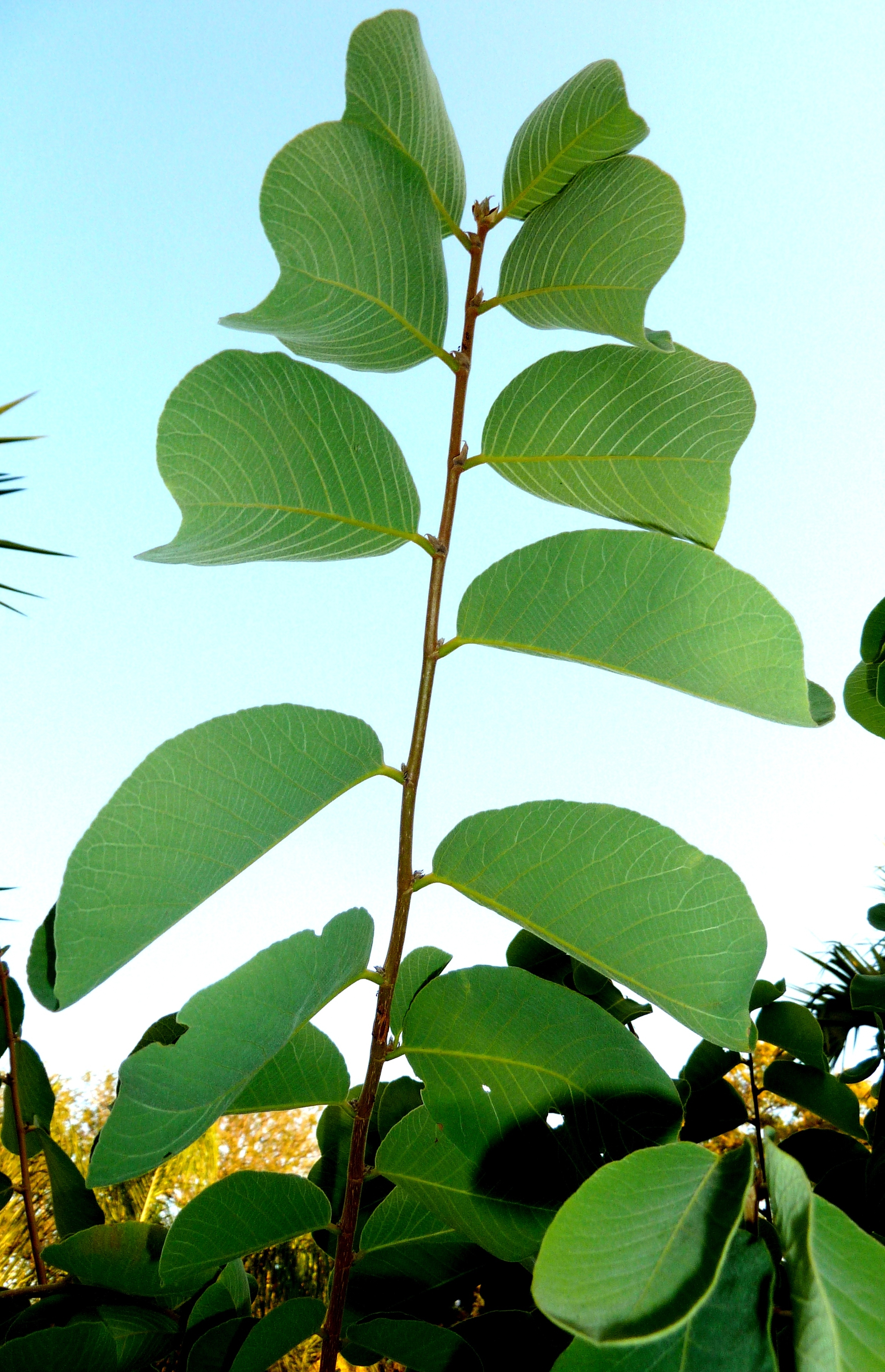
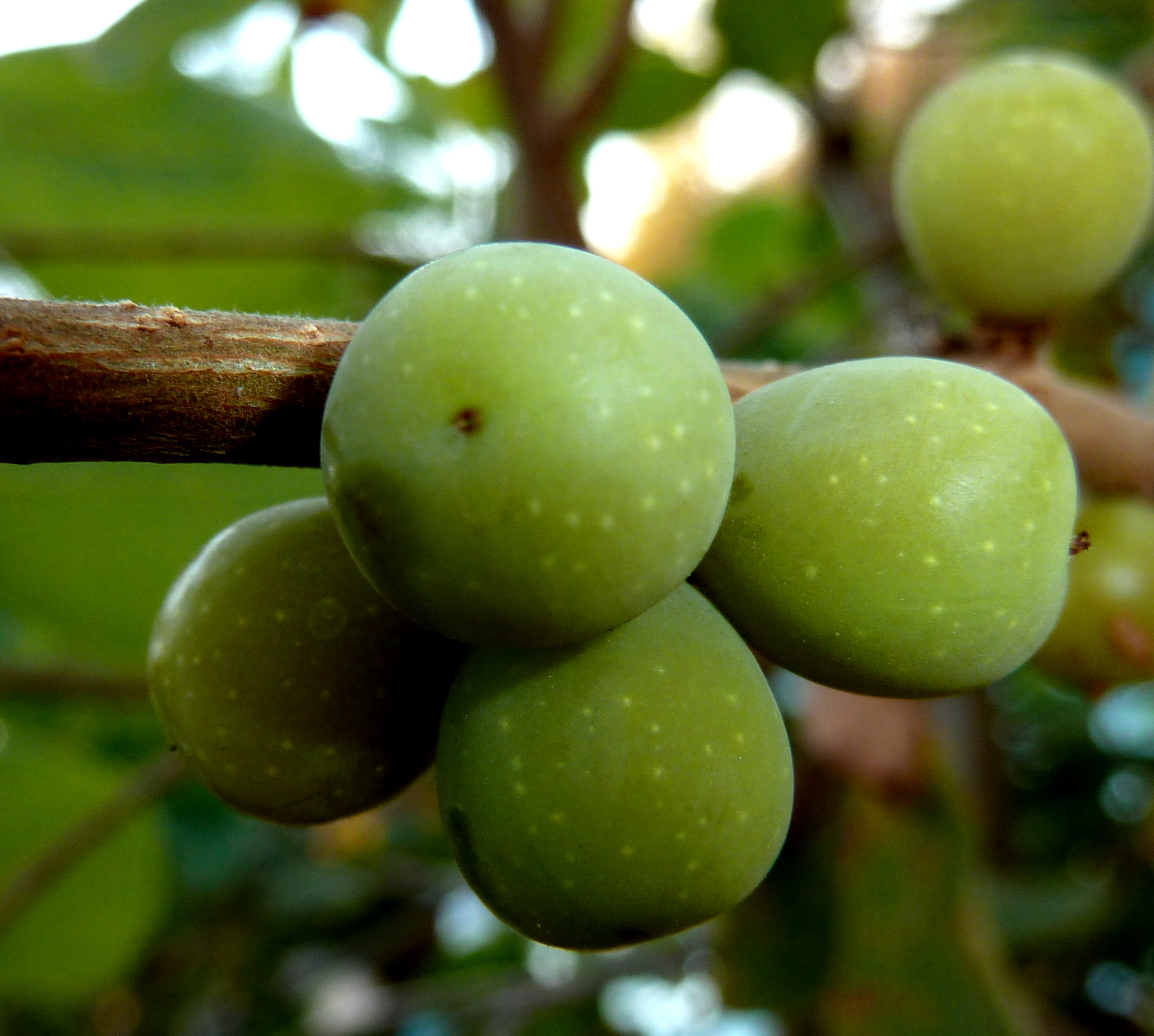
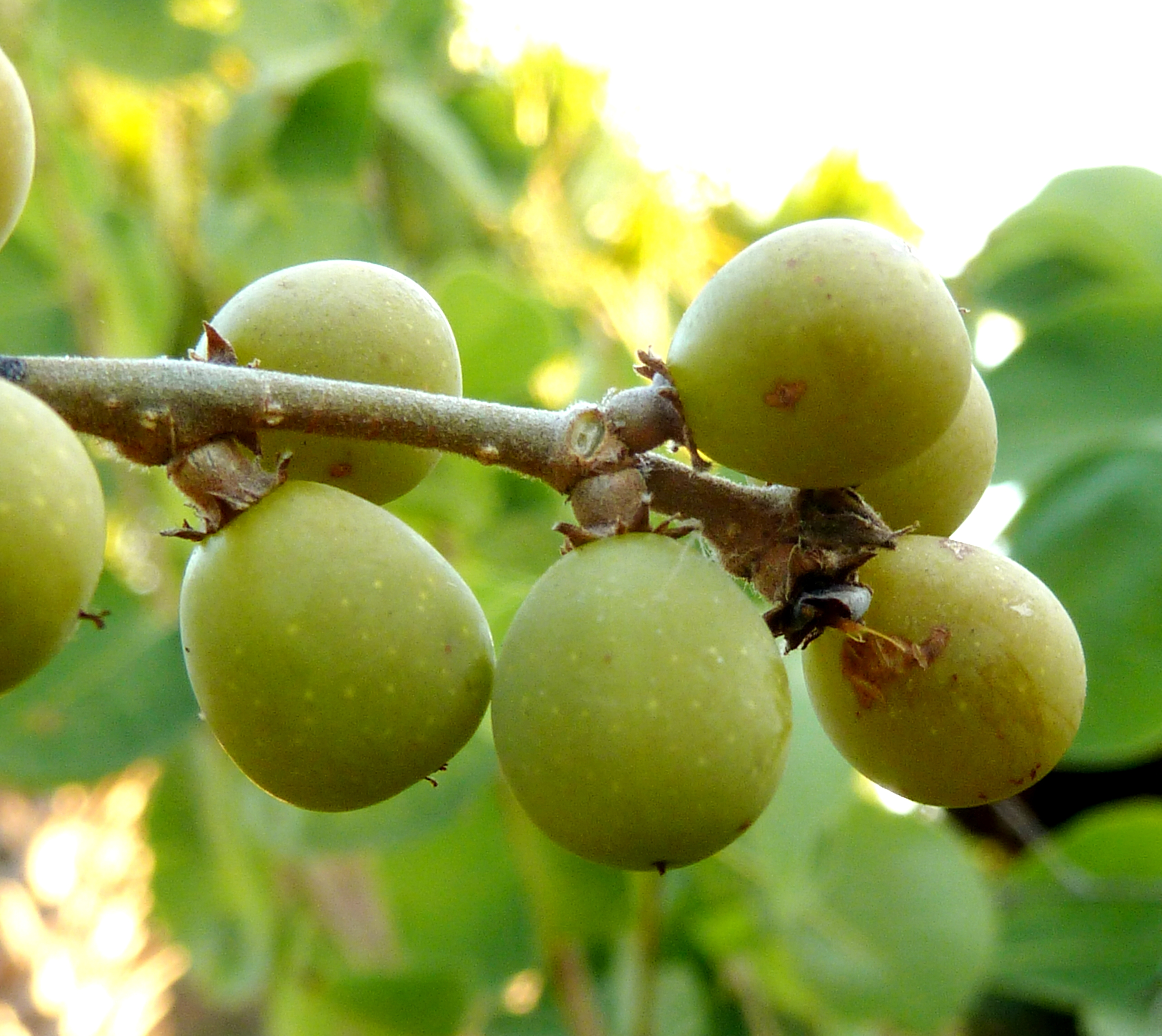